# 妙見宗
妙見宗（みょうけんしゅう）とは、1946年12月10日に天台宗より独立した宗派。全日本仏教会に加盟している。開祖は野間日照上人、宗祖は野間秀泉上人。総本山は本瀧寺。本瀧寺内にある滝で修行した修験者を中心に構成されている。本尊は釈迦牟尼仏。脇本尊は妙見大菩薩と常富大菩薩。経典は妙法蓮華経。総本山本瀧寺では、日蓮宗の法要形式に台密と修験道を組み合わせた法要を行う。
野間日照上人が1921年6月に薫香院という寺を移転する許可を得て、1926年11月に「本瀧寺」と改称した。1935年に本殿を落成。1945年12月10日、宗旨を天台宗から改め、新しく「妙見宗」を創立して現在に至る。
妙見宗僧侶の服装は日蓮宗を模しお題目を唱えてはいるが、本山である本瀧寺には法華曼荼羅が存在しないこと、日蓮教学が存在しないこと、日蓮聖人に関する記念行事が無いこと、荒行が無く日蓮宗と同等の法華祈祷の相承が無いこと、独自に日蓮宗の木剱相承を簡略化した祈祷を行うことなどから、日蓮宗の法要形式を修験道に取り入れた新宗教であるといえる。一部末寺のみ日蓮宗の荒行成満者が存在する。